# Johannes Lochner
Johannes Lochner (født 15. oktober 1990) er en tysk bobslædefører.
Han repræsenterede Tyskland under de olympiske vinterlege 2018 i Pyeongchang, hvor han sluttede på en 5. plads i toer-bob.
Under vinter-OL 2022 i Beijing vandt han to sølvmedaljer.